# باد زورتساخ (سويسرا)
زورتساخ (بالألمانية: Bad Zurzach) هي بلدية وعاصمة لمقاطعة زورتساخ في كانتون أرجاو في سويسرا. يقدر عدد سكانها بـ 4,045 نسمة.

## معرض صور

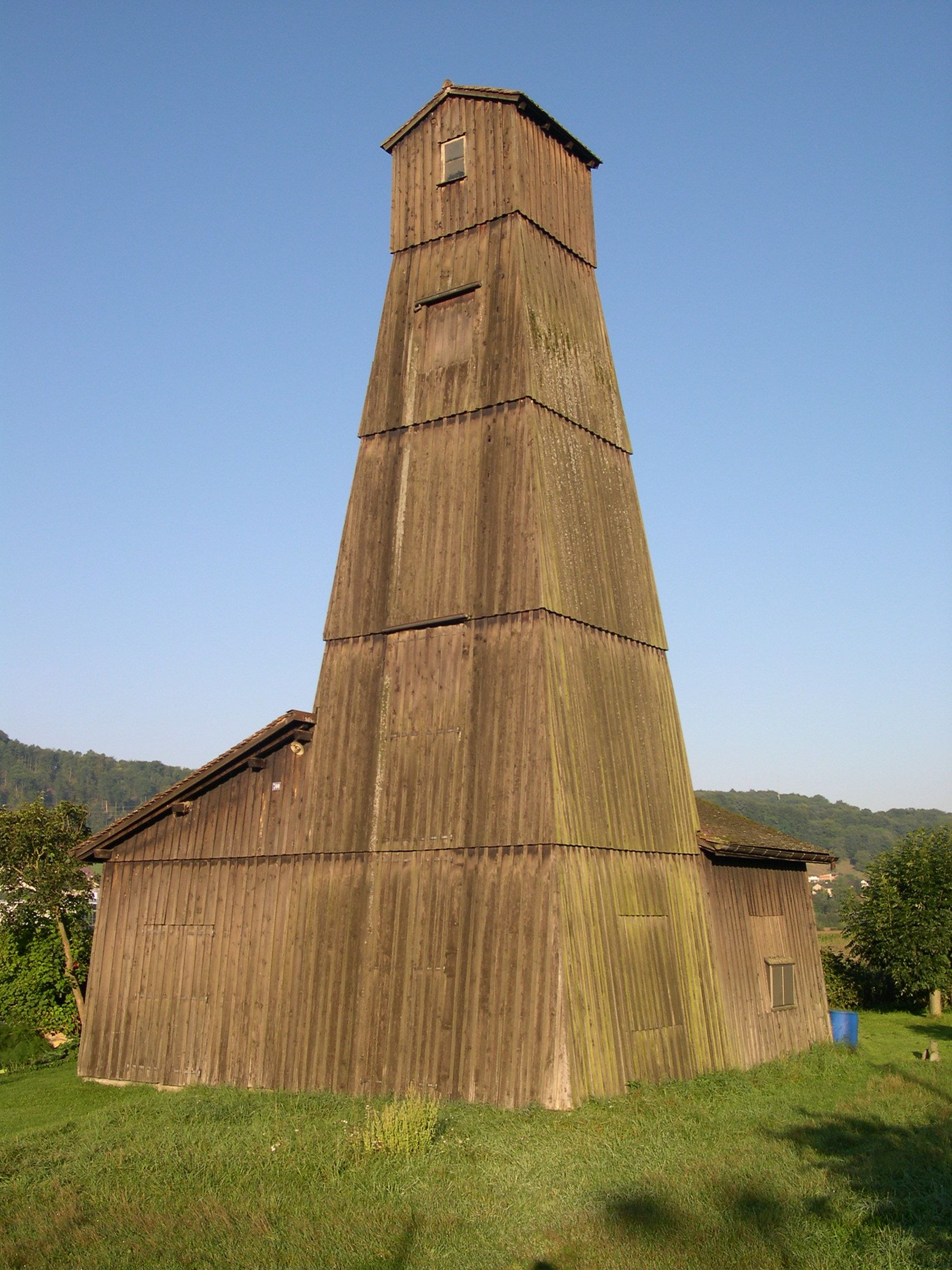
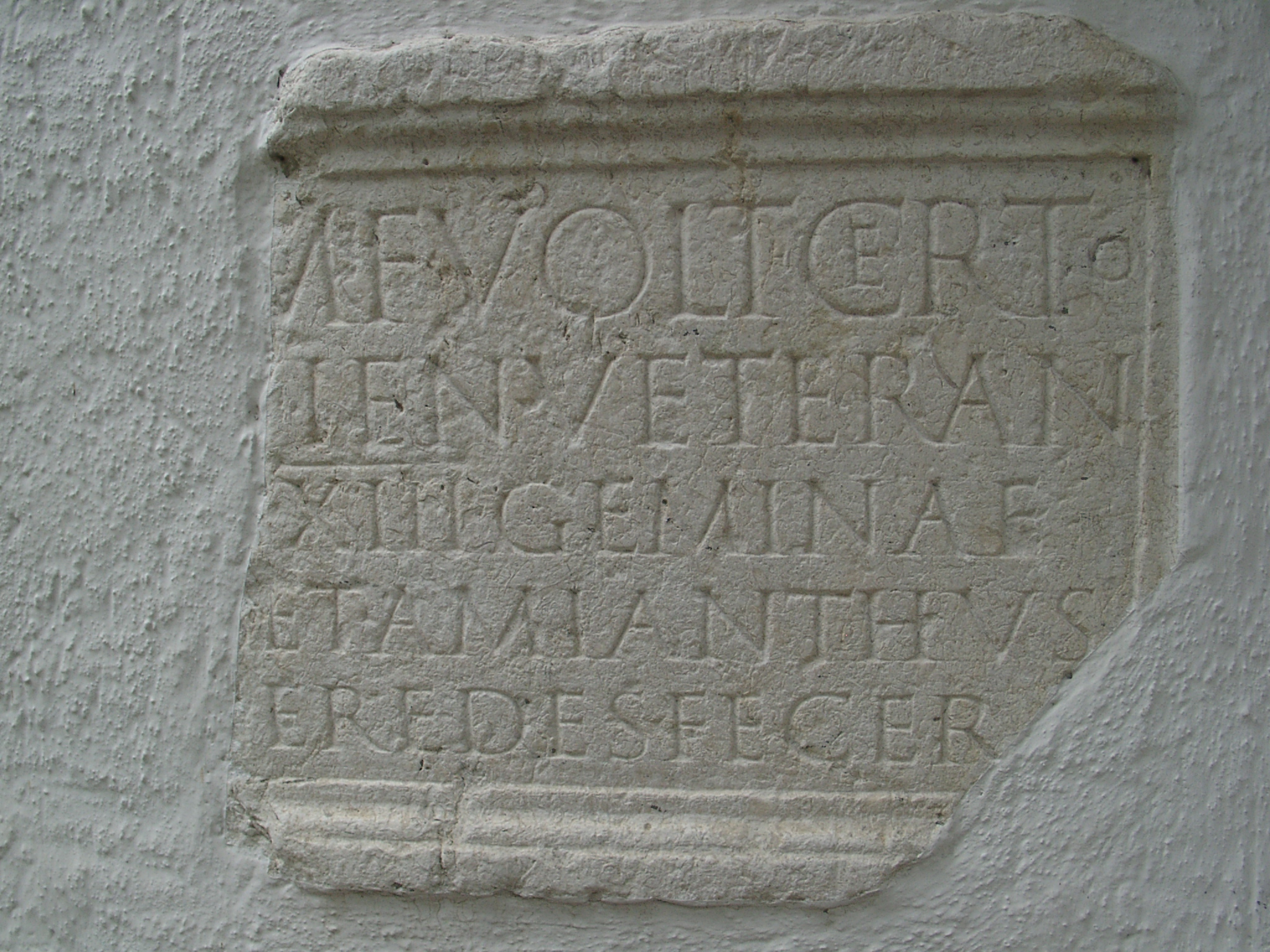
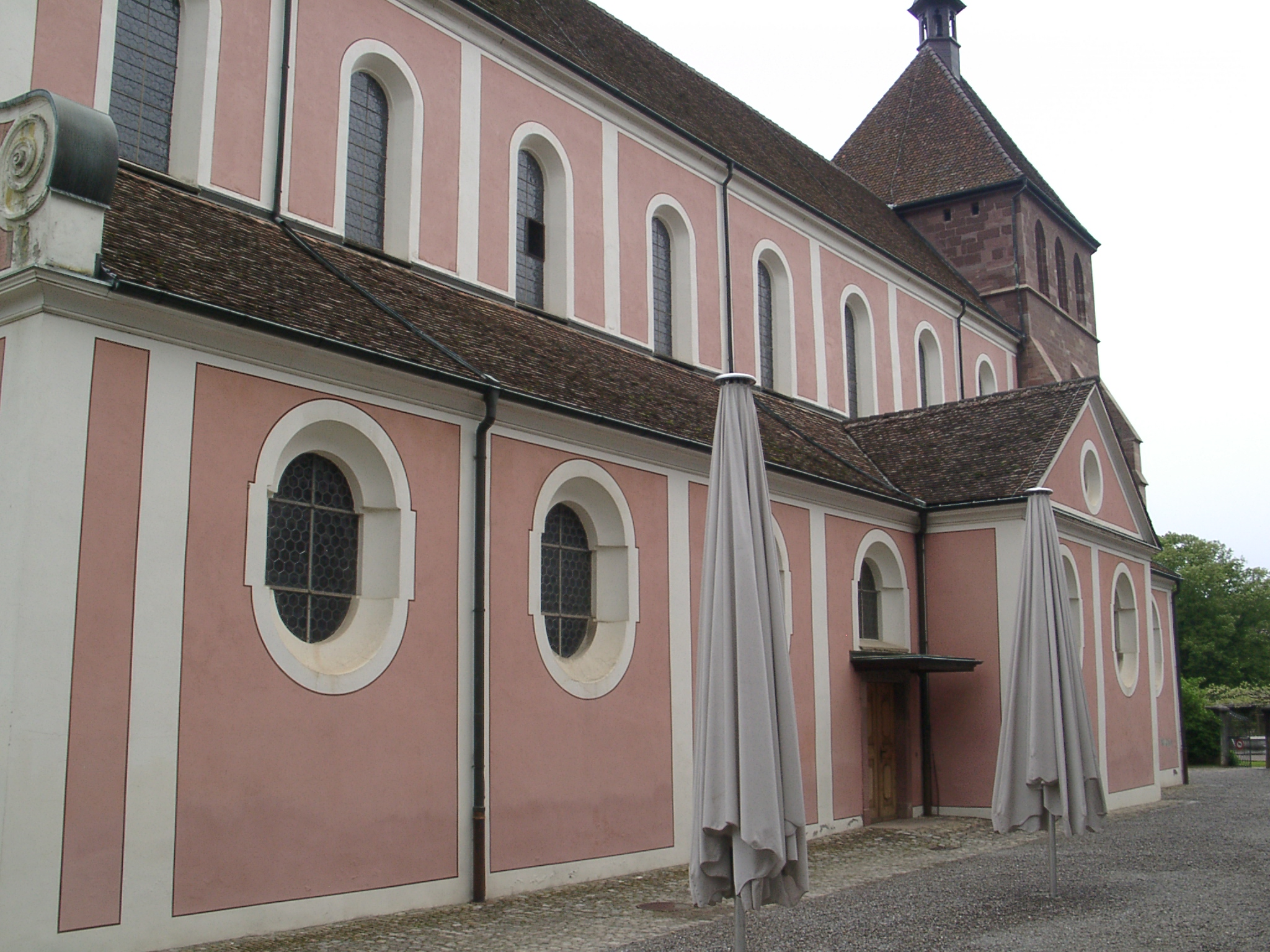
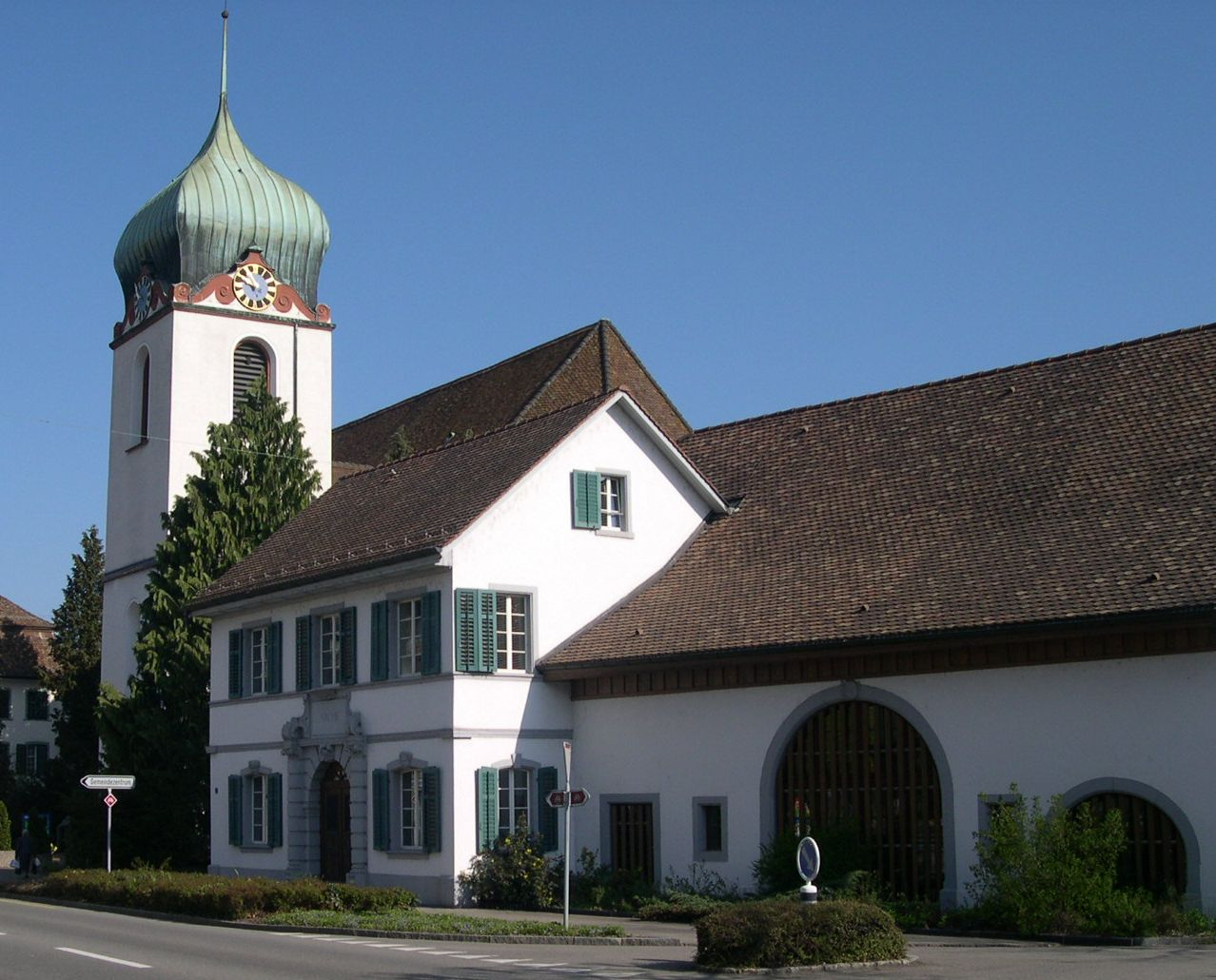

## أعلام
- القديسة فيرينا